# ケルネン・イム・レムスタール

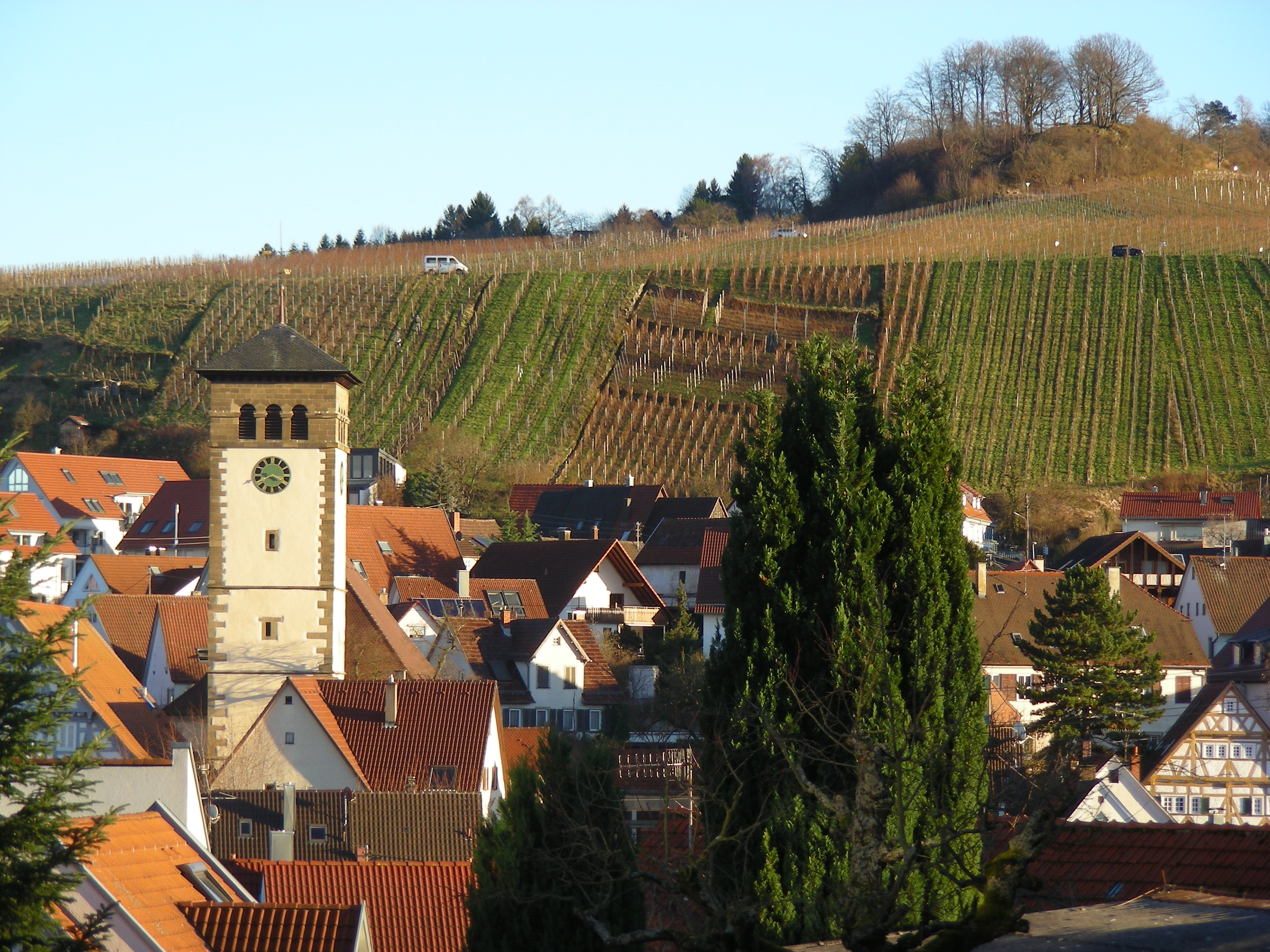
町の背後にブドウ畑が広がる（シュテッテン地区）

ケルネン・イム・レムスタール (ドイツ語: Kernen im Remstal) はドイツ連邦共和国バーデン＝ヴュルテンベルク州レムス＝ムル郡に属す町村（以下、本項では便宜上「町」と記述する）である。この町は、シュトゥットガルト地方（1992年まではネッカー中流域）およびシュトゥットガルト大都市圏に属す。

## 地理

### 位置
ケルネンは、レムスタール（レムス川の谷）の西端、レムス川南岸に位置している。
ケルネンは、フェルバッハ、ヴァイブリンゲン、ヴァインシュタット（以上、レムス＝ムル郡）、エスリンゲン・アム・ネッカー、アイヒヴァルト（ともにエスリンゲン郡）、およびシュトゥットガルトと境を接している。
州都シュトゥットガルトとは約 16 km の距離にある。

### 自治体の構成
かつて独立した町村であったロンメルスハウゼンとシュテッテン・イム・レムスタールが、ケルネン・イム・レムスタールの地区を形成している。
両地区にはそれぞれいくつかの集落や住宅地が含まれる。

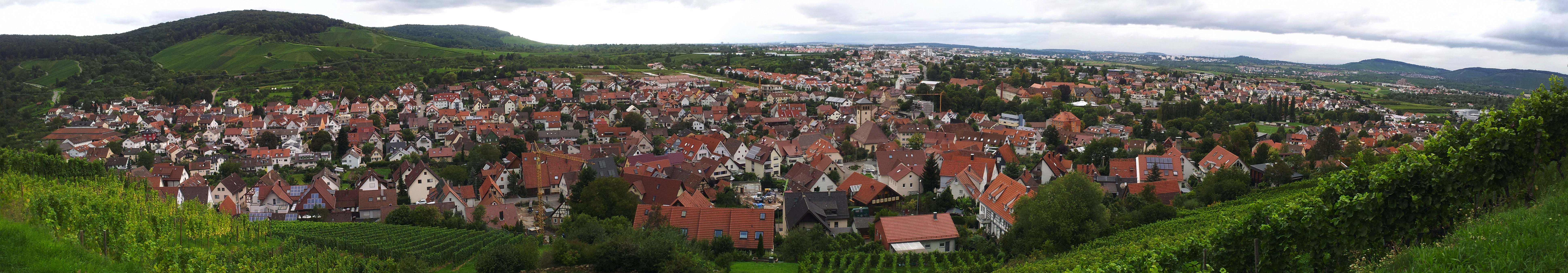
シュテッテン地区のパノラマ

### 土地利用
| 土地用途別面積 | 面積 (km2) | 占有率 |
| -------------- | ---------- | ------ |
| 住宅地         | 1.46       | 9.7 %  |
| 産業用地       | 0.55       | 3.7 %  |
| レジャー用地   | 0.24       | 1.6 %  |
| 交通用地       | 1.19       | 7.9 %  |
| 農業用地       | 7.87       | 52.4 % |
| 森林           | 3.13       | 20.8 % |
| 水域           | 0.08       | 0.5 %  |
| その他の用地   | 0.52       | 3.5 %  |
| 合計           | 15.04      |        |

出典: Statistisches Landesamt Baden-Württemberg

## 歴史

### 町村合併
ケルネン・イム・レムスタールは、バーデン＝ヴュルテンベルク州の地域再編に伴って、1975年9月20日に、それまで独立した町村であったロンメルスハウゼンとシュテッテン・イム・レムスタールが合併して成立した。

### 町名
両町村の合併後、町の名前はそれぞれの名前を採って、シュテッテン＝ロンメルスハウゼンとされた。1977年1月1日、コンテストの結果により「ケルネン・イム・レムスタール」という名称が採用された。これは高さ 513 m の、この町の故郷の山にちなんだ名前である。ただし、この山自体はフェルバッハの市域内にある。
地区の公式な名称は、町名を先に書き、ハイフンで地区名をつなげて表記する。

### ロンメルスハウゼン

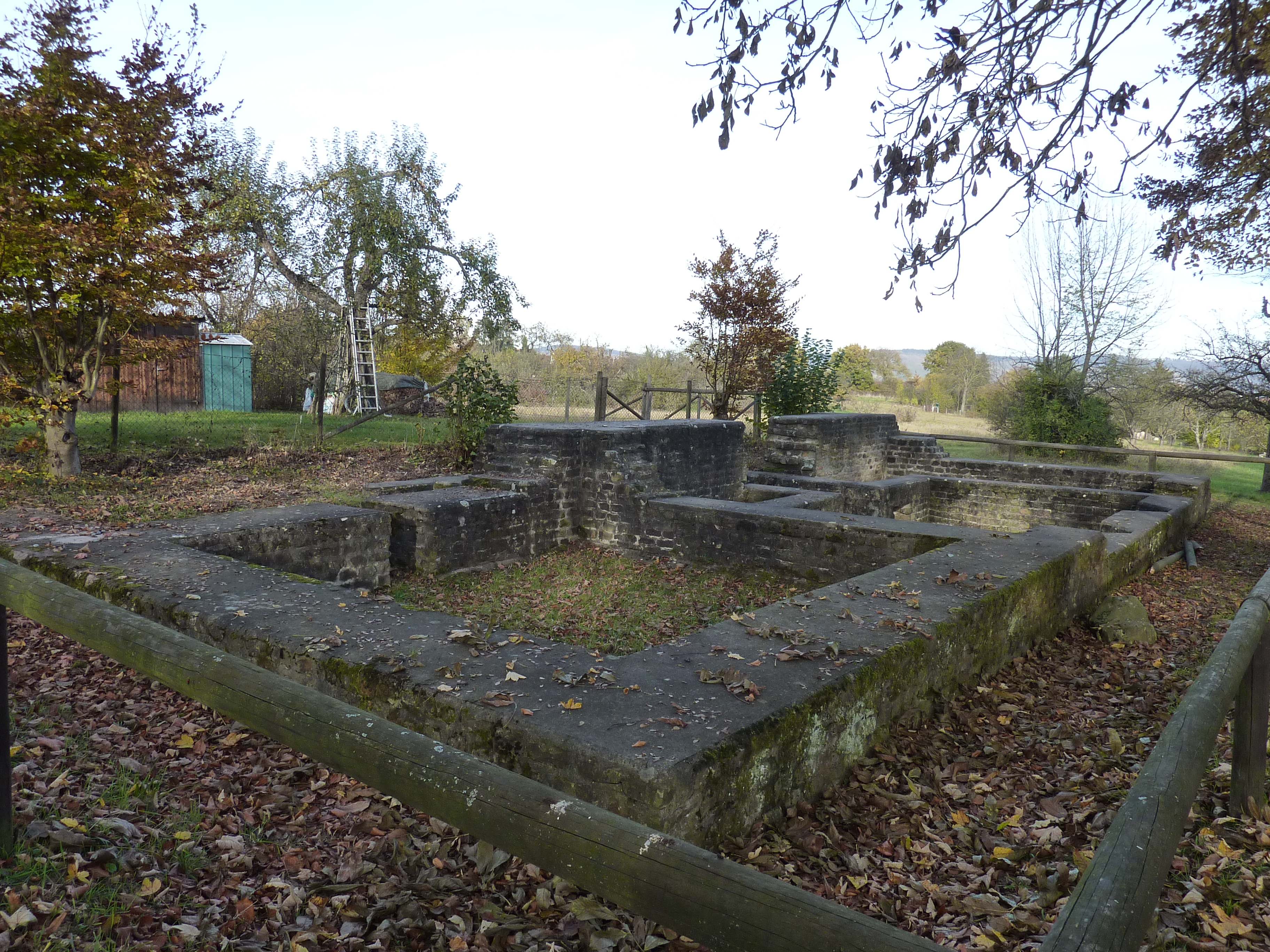
ヴィラ・ルスティカ跡

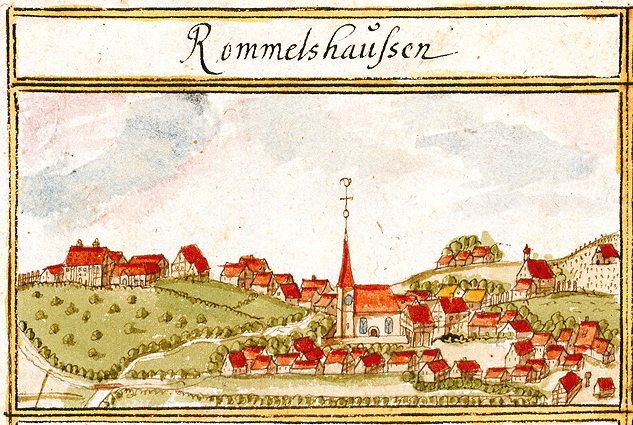
アンドレアス・キーザーの1685年の森林登録簿に描かれたロンメルスハウゼン

ロンメルスハウゼン地域の最も古い入植の痕跡はローマ時代のものである。1971年に W. D. フォルスターと M. A. ベンツィンがローマ時代の別荘付き農場（ヴィラ・ルスティカ）跡を発掘した。農場全体の面積は約 70 アールであった。主館は約 21 × 13 m の広さがあった。出土した貨幣から、100年から235年までの時代のものであると推論された。
650年から750年の間にアレマン人の最初の集落が形成された。いくつかのアレマン人の墓がその証拠である。この最初の入植者がロンメルスハウゼンという名称をつけた可能性がある。入植地は、おそらく入植の指導者の名前にちなんで命名された。この地の指導者は Rumold と呼ばれていた可能性がある。ただしその証拠は存在しない。
Rumoldeshusen という名称による最初の文献記録は1146年になされた。ローマ王（ドイツ王）コンラート3世によってオーバーツェル修道院が所領を獲得したことを証明する寄進状に、証人として Wortwin de Rumoldeshusen の名が記されている。Wortwin de Rumoldeshusen が何者であるかは判っていない。その他の証人としてヴュルテンベルク伯ルートヴィヒとその側近であるプロヒンゲン領主が名を連ねていることから、Wortwin de Rumoldeshusen も伯の側近であり、高い地位を占めていたと推測される。
集落名の表記は、Rummeltzhausen、Rumelshusen、Rommeltzhausen と変遷した。1686年に初めて Rommelshausen という記載が文書に現れる。
ロンメルスハウゼンは、1293年から1300年までテック公の支配地域に属していた。ロンメルスハウゼン地域は1300年にヴュルテンベルク伯に売却された。

### シュテッテン

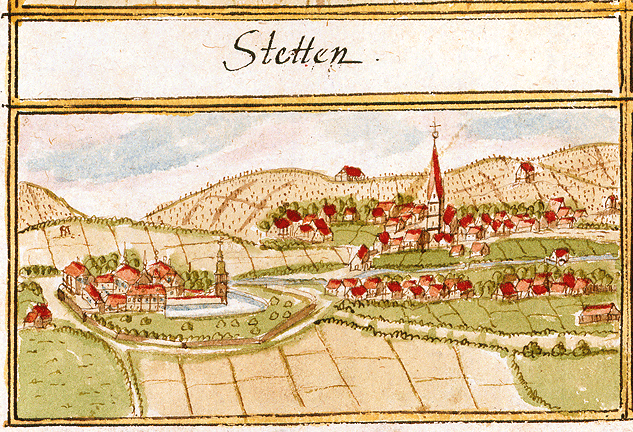
アンドレアス・キーザーの1685年の森林登録簿に描かれたシュテッテン

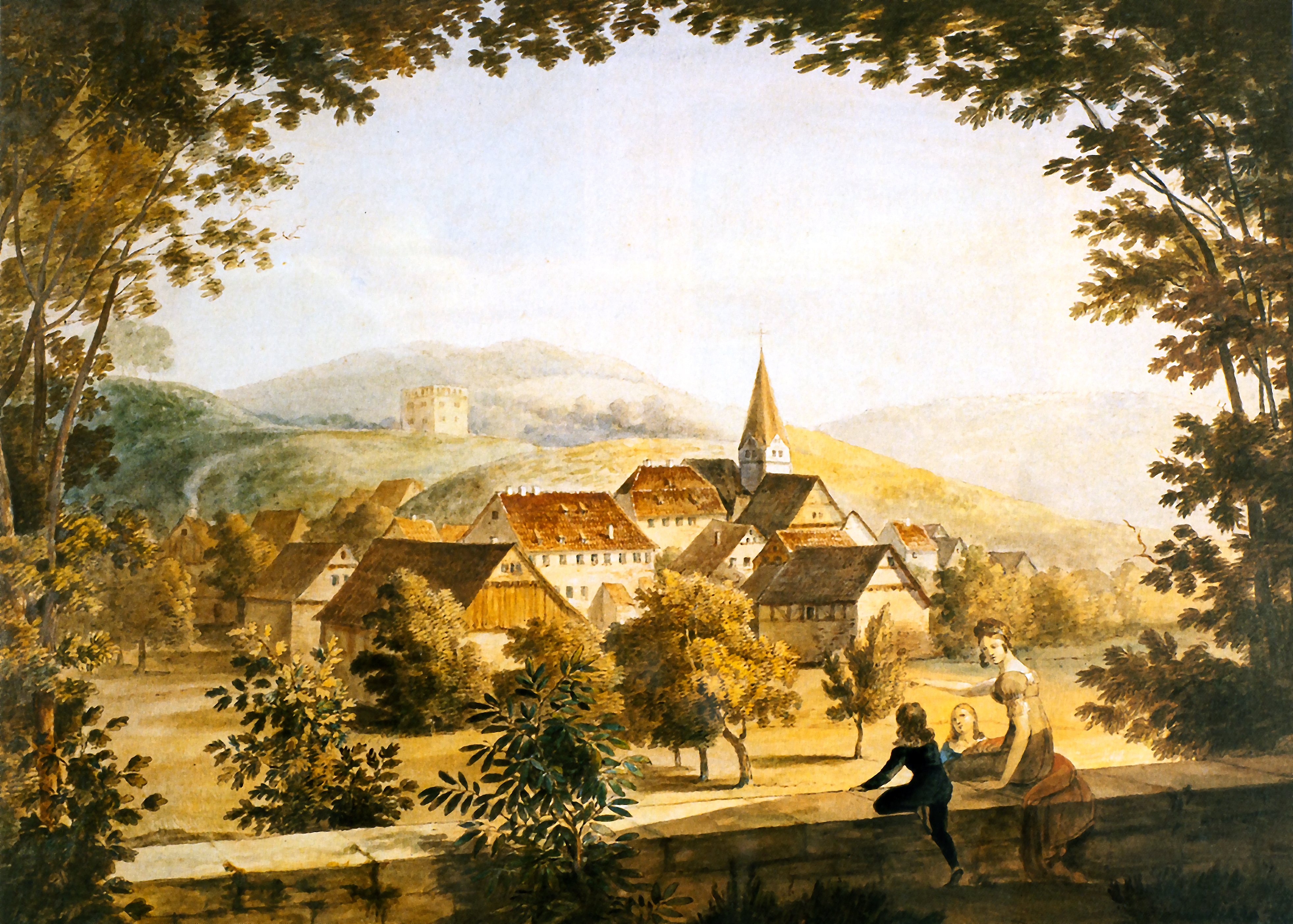
1820年頃のシュテッテン城から眺めたシュテッテン集落

現在のシュテッテン地域では、中石器時代にはすでに定住が行われていた。この時代に加工された鏃や溝が発掘されている。また、新石器時代の陶器製容器、槍の穂先、鏃、ノミ、小刀、石斧、家屋跡、火をたいた跡が発掘された。
1973年秋に、シュテッテンのフィンケンヴェークでアレマン人の墓が発見された。
2018年、農作業中に、おそらく1220年から1240年に建設されたと推定される古い水城が発見された。この遺構は、したがって、シュテッテンの最初の記録よりも古いものである。
シュテッテンは1241年に初めて文献に記録された。1241年2月2日にヴュルテンベルク伯ウルリヒとエーバーハルトが農場をハイリゲンクロイツタール修道院に売却した。その証人として Eberhardus dapifer de Stetin (ドイツ語: Eberhard, Truchsess von Stetten) の名が記されている。Truchsesse はヴュルテンベルク伯に使える家人であった。彼らは最初の侍従長の役割を担っていた。重要な決定を行う際には常に、トルフゼス・フォン・シュテッテン家の当主がヴュルテンベルク伯および公の家令として参画した。シュテッテン家はテック公（ヴェルナウ＝プファウハウゼン）の地域から発した。このため紋章に「テックの菱形図形」（金地に3つの青い三角形）を紋章に用いている。
この村は、歴史の中で、何度も売却を繰り返された。
1300年頃、谷の高台にイーブルク城が建設された。この城は、初めはアイベンベルク城という名称であったが、やがてイーベルクを経由してイーブルクと呼ばれるようになった。ここにはイーベルク家が住んでいた。この城は1442年に無人となった。最後のイーブルク領主の死後、イーブルク城はヴュルテンベルク家の所有となった。1490年にトルフゼス・フォン・シュテッテン騎士家がイーブルク城をヴュルテンベルク伯エーバーハルトから購入した。シュテッテン家断絶後イーブルク城は、ボットヴァールタールのリヒテンベルク城主であるディートリヒ・フォン・ヴァイラーに売却された。この城は、1760年/1761年にカール・オイゲン公の命令によって、構造を支える壁に至るまで破壊された。
1384年から1387年にシュテッテナー城（城館）が建設された。
1413年の文書によれば、シュテッテンにはボイテルスバッハの教会の支部教会があった。現在もトーテンフルトと呼ばれる通りは、現在の旧テレビ中継局の横を通っていた。そこには後に、絞首台が設けられた。この絞首台は使われなかったかもしれない。シュテッテンは1482年になって初めて独立した教会区となった。これはコンスタンツ司教によって昇格されたものであった。ハンス1世フォン・シュテッテンは有名な祭壇を制作した。この祭壇はシュトゥットガルトのヴュルテンベルク州立博物館で展示されている。
ヴュルテンベルクの世襲将軍コンラート・トゥンプ・フォン・ノイブルクは1507年にシュテッテンを購入し、この村の高権を掌握した。息子のハンス・コンラート・トゥンプ・フォン・ノイブルクは1530年頃に宗教改革を奨励し、その後これを敢行した。トゥンプ・フォン・ノイブルク家は1645年までシュテッテンを支配した。
シュテッテンは1664年にヴュルテンベルク公エーバーハルト3世に売却された。
ヘッセン方伯の娘で公妃のマグダレーナ・ジビュラ・フォン・ヘッセン＝ダルムシュタットはシュテッテンの村と城館を結婚の贈り物として獲得した。夫のヴュルテンベルク公ルートヴィヒが亡くなると、彼女はシュテッテンを居所とした。彼女は毎年3月から10月までシュテッテンで過ごした。彼女はシュテッテンの聖ファイツ教会を1698年に修復させた。
1712年にマグダレーナ・ジビュラが亡くなった後、エーバーハルト・ルートヴィヒ公の側室であったメクレンブルク出身のヴィルヘルミーネ・グレーヴェニッツがその後継者として女領主になった。彼女はしばしばシュテッテンに訪れたため、城館は身分相応に拡張された。この他にシュテッテンの牧師は教区監督となり、これによりヴィルヘルミーネ・グレーヴェニッツはヴァイブリンゲンの教区監督から独立した。公は1731年に彼女を国外追放にした。
1733年に公が亡くなると、その未亡人ヨハンナ・エリーザベトがシュテッテンの女領主となった。彼女は1757年に死亡し、村の領主権はカール・オイゲン公のものとなった。彼はこの村をあまり好まず、シュテッテンが彼が所有する私有地であるにもかかわらず税が帝国騎士領に納められていることに気を悪くしていた。彼はこの他に徴兵権を有していた。
1798年、エンダースバッハー通りとロンメルスハウザー通りとの間に十分の一税倉庫が建設された。ここでは、19世紀半ばまで十分の一税あるいは金銭による納税業務が行われていた。この十分の一税は、シュトゥットガルト参事会、村の領主、シュトゥットガルト聖十字架修道院のものであった。十分の一税倉庫は1960年代に取り壊された。
1803年に城館の小児健康・養護施設の歴史が始まった。
1806年、世俗化に伴い帝国騎士領は独立性を失い、シュテッテンはヴュルテンベルク王国に移管された後オーバーアムト・エスリンゲンの一部となった。このオーバーアムトは1807年にオーバーアムト・カンシュタットに移管された。
1898年に鉄道カンシュタット - ヴァッサーアルフィンゲン線のシュテッテン駅（現在の Sバーン シュテッテン＝バインシュタイン駅）が設けられた。そのための駅舎が建設された。
第一次世界大戦には、シュテッテンから 366人が出兵した。このうち 63人が死亡した。
シュテッテンは、1923年にオーバーアムト・ヴァイブリンゲンに、1938年にヴァイブリンゲン郡に所属した。

#### 第二次世界大戦
第二次世界大戦中、シュテッテンには重要な軍事目標はなかった。しかしこの町は1944年3月に爆撃目標とされた。これはおそらくパイロットの勘違いか、負荷を早く投下する必要が生じたことによる。ケーゲル広場沿いの家屋が破壊または損傷を受けた。人的被害はなかった。
アメリカ軍が進軍してくる直前に、村のグループリーダーであったヴィルヘルム・ヘーナーの指導により、装備品がパン焼き小屋で焼却された。1945年4月21日、アメリカ軍の戦車がロンメルスハウゼンからヘルトヴィーゼンテーレを越えてやってきた。シュテッテンは戦闘することなく降伏した。アメリカ軍は家々を回り、武器や貴重品を探索した。アメリカ軍の指示で、「アドルフ=ヒトラー通り」（1933年にナチは、総統にちなんだ名前をラングガッセにつけていた）の標識が取り外された。
戦争の最後の週に牧師の妻ヒルデガルト・シュピートによって牧師館にかくまわれたユダヤ人夫婦マックス・クラカウアーとイネス・クラカウアーが解放された。この行為に対して1979年に連邦功労十字章が授与された。牧師館には、2004年にこのことを記念するプレートが取り付けられた。
アメリカ軍司令部は、旅館「オクゼン」の向かいに設けられた。司令部は、8時から10時と15時から17時以外の時間を外出禁止にした。ナチの町の指導者は逮捕された後、ヴィプリンゲンの刑務所で縊死した。
第二次世界大戦には、540人のシュテッテン住民が出征した。このうち 94人が死亡、53人が行方不明となった。

## 住民

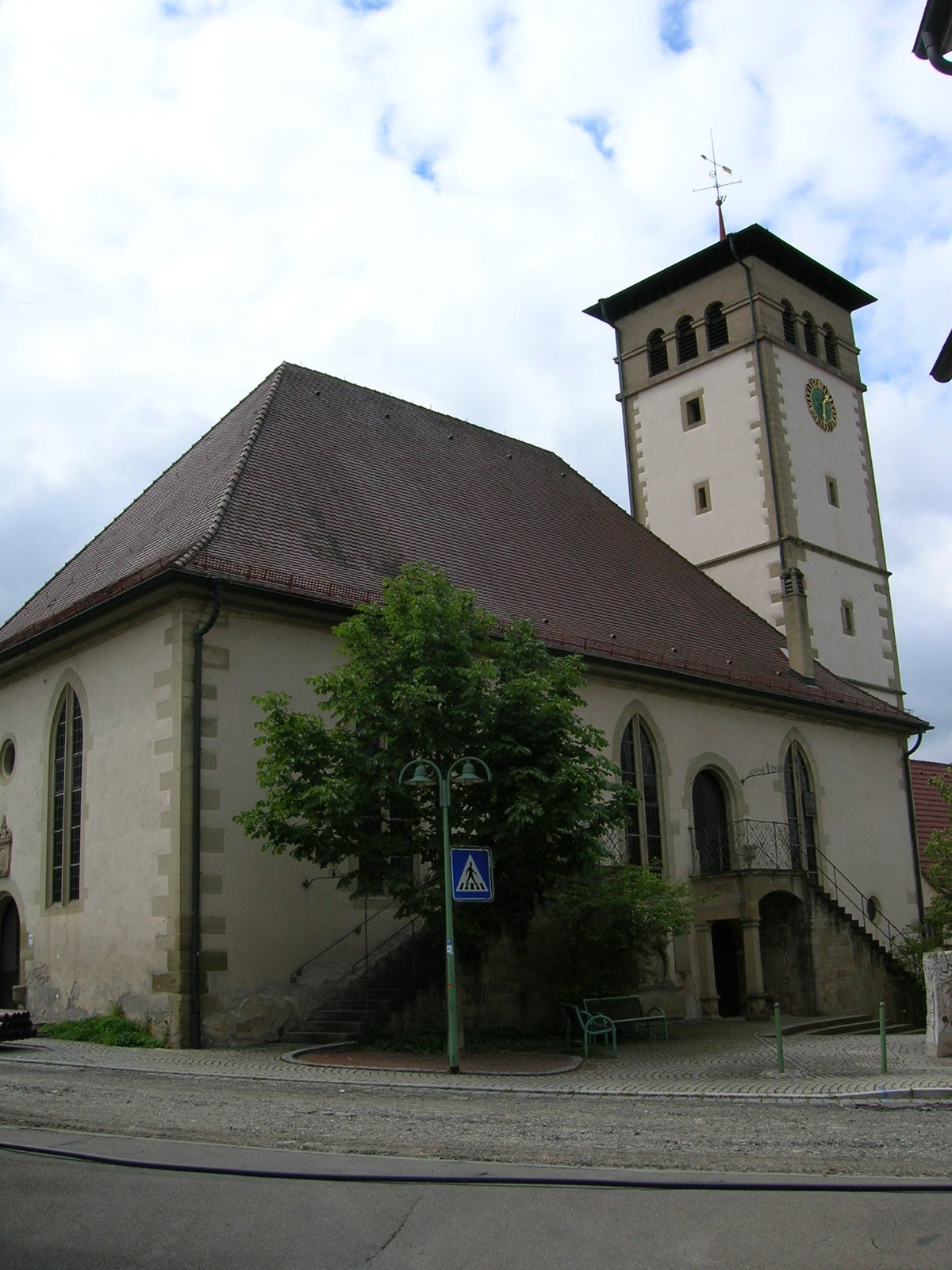
シュテッテンの聖フィトゥス教会

### 宗教
宗教改革後、両地区はプロテスタントの村であった。最後のカトリック司祭は、1535年にロンメルスハウゼンを離れなければならなかった。存在していたカトリック教会は改宗された。
19世紀になってロンメルスハウゼンとシュテッテンに再びカトリック信者が住み始めた。1917年には、シュテッテンに 50人、ロンメルスハウゼンに 120人のカトリック信者が住んでいた。カトリック教会は、シュテッテンでは1954年、ロンメルスハウゼンでは1960年に建設された。
プロテスタントとカトリックの他に、ケルネンには2つの新使徒派教会、1つの統一メソジスト教会 、2つのランデスキルヒリヒェ・ゲマインシャフトがある。

## 行政

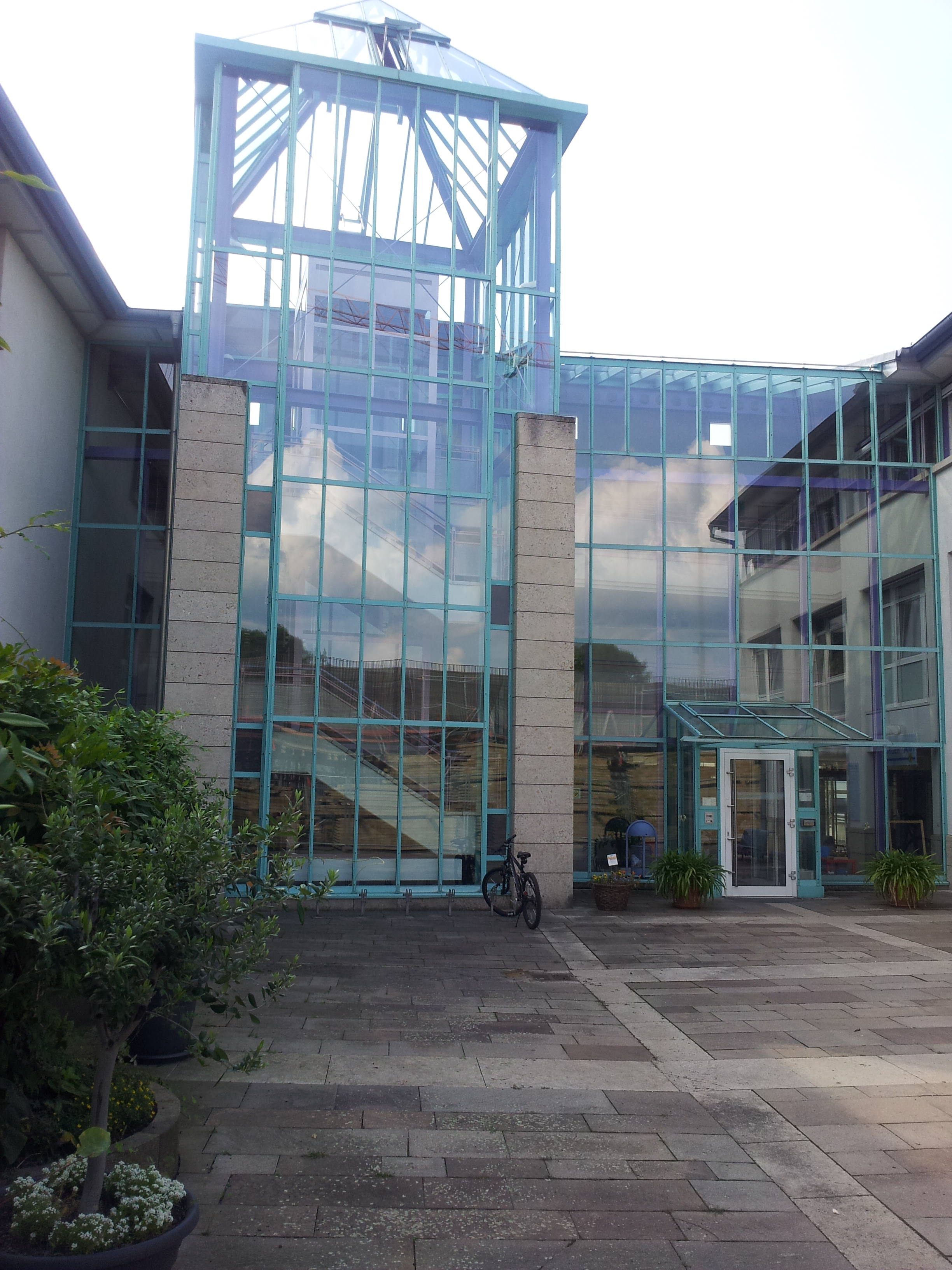
ロンメルスハウゼン地区にあるケルネンの町役場

### 議会
ケルネン・イム・レムスタールの町議会は、選挙で選出された 22人の名誉職の議員と、議長を務める町長で構成されている。

### 紋章
図柄: 1977年1月3日にレムス＝ムル郡当局に旗とともに認可されたケルネンの紋章は、金地に2列平行に菱形図形が描かれている。菱形の列は、向かって左下から右上に向かって斜め（ベンドワイズ）に3つずつ配置されており、上の列は青、下の列は黒である。
解説: 紋章は、ロンメルスハウゼンの紋章とシュテッテンの紋章から創られている。菱形は「テックの菱形」を表している。両地区はかつてともにテック公家の支配下に置かれていた。
ロンメルスハウゼンのかつての紋章には、下部に黒地に黄色の「テックの菱形」が描かれていた。配色は、旧ヴュルテンベルクの色である。上部にはロンメルスハウゼンの頭文字 R が記されていた。このロンメルスハウゼンの紋章は1938年に国家地方長官によってから授与された。
シュテッテンは、黄色地に青の「テックの菱形」をデザインした紋章を1900年頃から使用していた。これはトルフゼス・フォン・シュテッテン家の紋章に基づいている。判明しているシュテッテンの最も古い紋章は18世紀のもので、イニシャルの ST、星、シカの角が描かれている。同じ世紀の別の紋章には、4つの星とシカの角が描かれたものもある。

### 姉妹自治体
ケルネンは以下の自治体と姉妹関係にある
- サン＝ピエール＝ダルビニー（フランス語版、英語版）（フランス、サヴォワ県）1972年
- サン＝ランベール＝ダルボン（フランス語版、英語版）（フランス、ドローム県）
- マシンゴ（ジンバブエ、マシンゴ州）
- ドムボーヴァール（ハンガリー語版、英語版）（ハンガリー、トルナ県）1991年

## 経済と社会資本

シュテッテン周辺のブドウ畑

ロンメルスハウゼンとシュテッテンは、長らく農業とワイン造りを主な産業としていた。両村の周辺には、農業やブドウ栽培に極めて好適な黄土やコイパーの土壌が広がっている。
工業化によって、両地区に工業系企業が進出した。ロンメルスハウゼンは、1861年からレムスタール鉄道の駅が設けられていたことにより、工業系企業に好まれた。

### 交通
ロンメルスハウゼンの北側で、連邦道 B29号線（最寄りのインターチェンジ: バインシュタイン）が連邦道 B14号線（最寄りのインターチェンジ: フェルバッハ南）から分岐している。
ケルネンは、Sバーン S2号線（ショルンドルフ - シュトゥットガルト - 空港 - フィルダーシュタット）によってシュトゥットガルト Sバーン網に接続している。ケルネン町内には、ロンメルスハウゼン駅（シュテッテン＝バインシュタイン駅はヴァインシュタット市内にある）がある。
この他に4つの定期バス路線がエスリンゲン・アム・ネッカー (X20, 116)、ヴァインシュタット (116)、ヴァイブリンゲン (X20, 211)、フェルバッハ (212) とを結んでいる。これらはシュリエンツ社によって運行されている。この他に、夜間（週末と金曜日）に周辺の地域を結ぶ夜行バス (N31) が運行されている。

### 地元企業
2018年現在、この町の大口雇用主には、ディアコニー・シュテッテン、ヴィリー・リュッシュ GmbH、シェッター・ハウステクニーク GmbH がある。旧ロベルト・フリーデル GmbH （フリゲオ）のアホイ＝ブラウゼプルファー（粉末炭酸飲料）は今ではロンメルスハウゼンで作られていない。

### 教育機関
ケルネンには、ロンメルスハウゼン地区に基礎課程学校が1校（ハルデンシューレ）、実科学校が1校（ルーモルデ実科学校）ある。シュテッテンには基礎課程・本課程学校が1校（カール＝マウフ＝シューレ）ある。シュテッテンには、ディアコニー・シュテッテンが運営する精神的な障害を持つ青少年のための学校がある。テオロール＝ディールラム＝シューレでは主に重度な障害を持つ生徒が、シュロスシューレでは軽度の障害を持つ生徒が学んでいる。
後にノーベル文学賞を受賞するヘルマン・ヘッセは、極めて多感で精神的に多彩な才能を持つ青年であったため、15歳の時、1892年6月から短い中断をはさんで10月まで両親によって当時のシュテッテン精神病院に強制的に連れて行かれた。彼は、精神的に障害を持つ子供たちと一緒に庭で働き、子供たちの教育を手伝った。
ウンテレス・レムスタール市民大学 e.V. およびウンテレス・レムスタール音楽学校 e.V.はケルネンに分校を有している。

## 文化と見所

### 建築

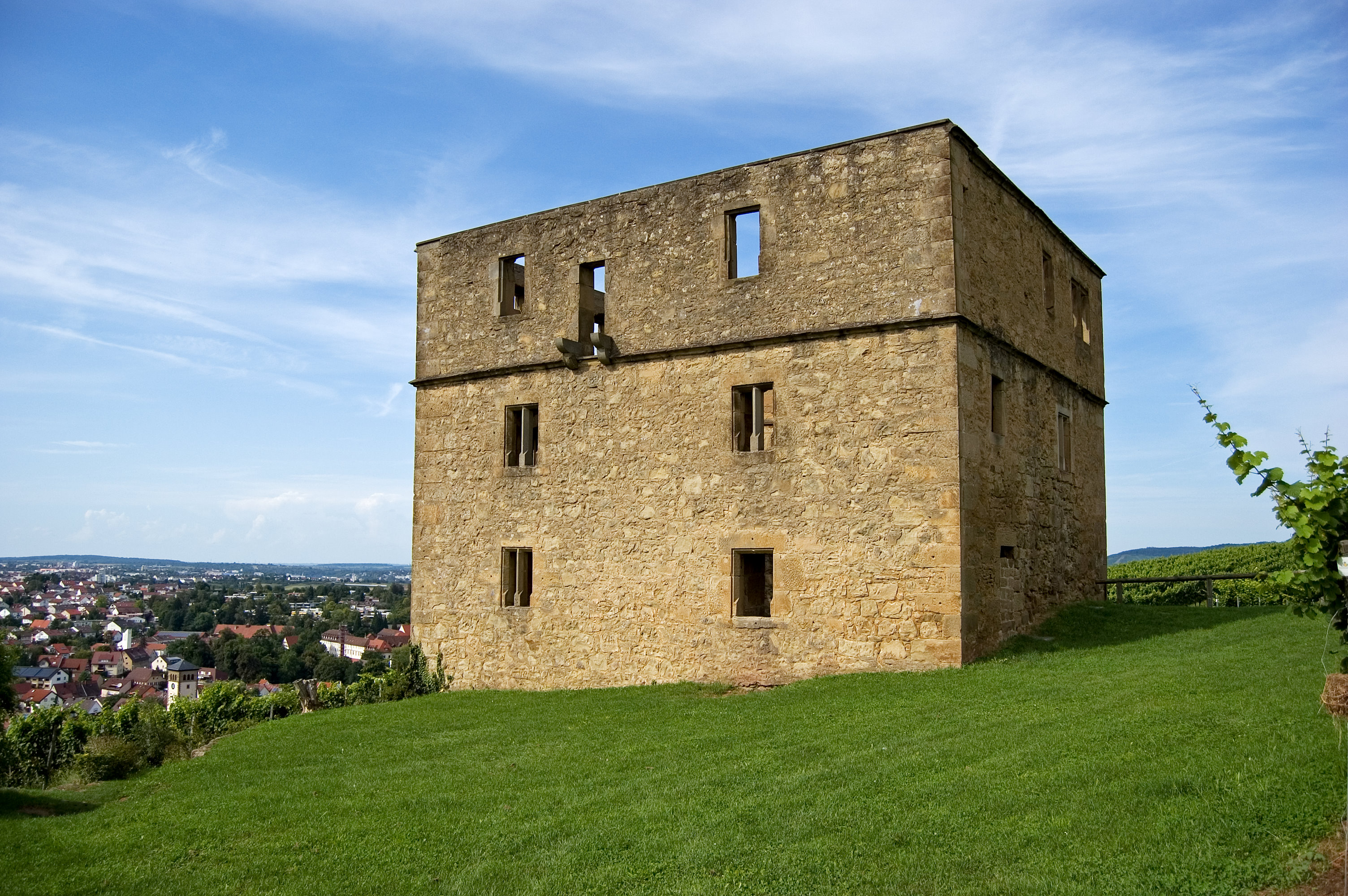
イーブルク城跡

- 谷の高台に建つイーブルク城 (Y-Burg)
- シュテッテンのグロッケンケルター（ブドウ絞り小屋）
- シュテッテン中心部のベドレ
- 旅館「ツーム・オクゼン」。かつてのシュテッテン家の滞在所。
- シュテッテンの旅館「ツーム・プフェッファー」。壁絵がある。
- シュテッテン城。1384年建造。ディアコニー・シュテッテンの障害者施設が入居している。
- ロンメルスハウゼン地区のヴィラ・ルスティカ
- シュテッテンの聖ファイツ教会
- シュテッテンの旧村役場
- ロンメルスハウゼン中心部の牧師館（現在は警察の駐在所）

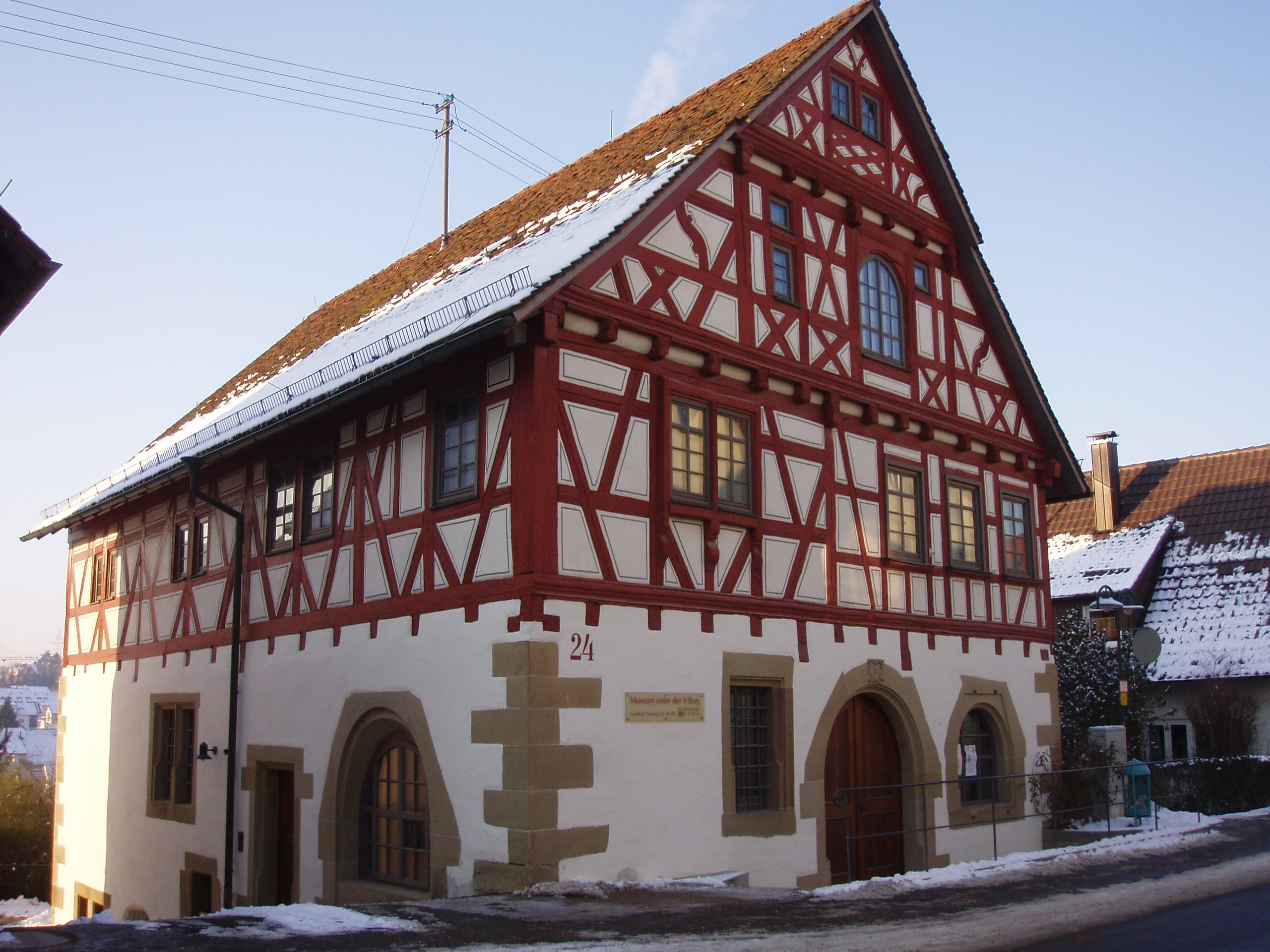
イーブルクの麓の博物館

- ロンメルスハウゼンのマウリティウス教会

- クロッケンケルター
- 旅館「ツーム・オクゼン」
- シュテッテン城
- シュテッテンの旧村役場
- ロンメルスハウゼンの牧師館
- ロンメルスハウゼンのマウリティウス教会

### 博物館
- イーブルクの麓の博物館。2年間休館していたが、2018年9月9日に新しいコンセプトで開館した[27]。

### 自然文化財
ケルネンには17件の自然文化財がある。このうち4件がロンメルスハウゼン、13件がシュテッテンにある。

### シュテッテンのワインの径
約1時間で散策できるワイン山を巡る遊歩道。ワインや栽培されているブドウ種をテーマにした知識や料理に関する情報が記載された案内板が約30枚設置されている。

### スポーツ
Spvgg ロンメルスハウゼンは1907年に設立され、約1800人の会員を擁している。陸上部門が最大の部門で、サッカー部門と体操部門がこれに続く。3部門ともに国内外の大会に参加している。

## 人物

### 出身者
- カール・マウフ（ドイツ語版、英語版）（1837年 - 1875年）アフリカ研究家、地図製作者
- オットー・プフライデラー（ドイツ語版、英語版）（1839年 - 1908年）プロテスタント神学者
- イェルク・シュライヒ（1934年 - ）建築エンジニア

## 関連書籍
- Das Leben suchen / Schuljahr 7/8. Frankfurt am Main: Diesterweg. (1985). ISBN 978-3-425-07867-0
- Erwin Bochoterle (2006). Andreas Stiene. ed. Aus der Geschichte von Stetten im Remstal und seinen Fluren. Remshalden: Greiner. ISBN 978-3-935383-92-9

これらの文献は、翻訳元であるドイツ語版の参考文献として挙げられていたものであり、日本語版作成に際し直接参照してはおりません。